# En attendant ses pas
Singles de Céline Dion
On ne change pas
(1999) Je crois toi
(1999)
Pistes de S'il suffisait d'aimer
Terre Papillon
En attendant ses pas est un single de Céline Dion issu de l'album S'il suffisait d'aimer et sorti le 7 juin 1999. La chanson a été écrite et produite par Jean-Jacques Goldman. Aucun clip musical n'a été tourné pour promouvoir la chanson. La chanson a aussi été incluse dans l'album On ne change pas en 2005.